# 真夏の一秒
「真夏の一秒」は、近藤真彦の10作目のシングルレコード。
1983年4月27日に発売された。発売元はRVC。

## 解説
松田聖子の「天国のキッス」と同日発売となり、当時のトップアイドル同士直接対決として話題を集めた。
1983年5月9日付のオリコンチャートでは本作が初登場1位を獲得、2位の「天国のキッス」に勝利。ただし、翌週は逆転して「天国のキッス」が1位を獲得、累計売上枚数も「天国のキッス」の方が上回った。
後藤次利は作曲で初のオリコンTOP10入りと初のオリコン1位を獲得。（編曲でのオリコンTOP10入りは既に達成済）
本作から近藤のサインが「まっち」と角印を押した簡易なものに変わる。
レーベルとピンナップにて確認できる。

## 収録曲
1. 真夏の一秒
作詞：伊達歩／作曲・編曲：後藤次利
2. オンボロ・トレイン
作詞：長沢ヒロ／作曲・編曲：馬飼野康二

| スタブアイコン | サブスタブ | この項目は、まだ閲覧者の調べものの参照としては役立たない、シングルに関連した書きかけの項目です。この項目を加筆・訂正などしてくださる協力者を求めています（P:音楽/PJ:楽曲）。 |